# Hetta
Hetta (v severní sámštině Heahttá) je hlavní vesnice v obci a správní oblasti Enontekiö v severozápadní části finského Laponska. Je také správní centrum této obce a výchozí nebo koncový bod standardní letní pěší turistické a zimní lyžařské trasy přes Národní park Pallas-Yllästunturi.
Letiště Enontekiö se nachází 9 km západně od Hetty, létají na ně letadla na jaře a v létě. Jindy je nejbližší letiště je finské Kittilä na jihu, asi 2 hodiny daleko, dále norské Alta je podobně daleko. Tromso (Norsko), Kiruna (Švédsko) a Rovaniemi (Finsko) jsou všechny v podobné vzdálenosti (asi 3-4 hodiny jízdy).
Hetta je oblíbená turistická destinace pro běžkaře a zimní nadšence venkovních aktivit. Rybaření na ledu, jízda na saních se psím spřežením, jízda na sněžných skútrech a návštěva tradiční sobí farmy jsou všechno populární aktivity pro návštěvníky. K dispozici je také spousta chatek a hotelového ubytování a snadný přístup k náhorní arktické tundrové plošině 20 km severně od obce.